# Sambin
Sambin /sɑ̃ˈbɛ̃/ è un comune francese di 924 abitanti situato nel dipartimento del Loir-et-Cher nella regione del Centro-Valle della Loira.

## Società

### Evoluzione demografica
Abitanti censiti